# 安田雅弘
安田 雅弘（やすだ まさひろ）は、演出家。劇団山の手事情社主宰。
東京生まれ。早稲田大学卒業。
1984年、大学在学中に劇団山の手事情社を結成。
2013年、ルーマニアのシビウ国際演劇祭で「特別功労賞」を受賞。

## 演劇活動
「演劇とは劇場体験にほかならない。劇場体験とは、つくり手の持つ抽象的なイメージを生理的に体感することである。その体験のためにすべての演劇的要素は奉仕すべきである。」という理念にもとづき、〈演劇の現代詩〉とも形容される独自の舞台作品を発表しつづけている。
1997年ころより「現代日本人の精神性を、矛盾をかかえた身体の制限された動きによって表現する」《四畳半》という様式の試みを展開させながら、独自の演技・演出法を貫く先鋭的な劇団として注目されるようになり、国内だけでなく、海外での評価も得ている。
また、《演劇的教養》の敷衍にも力を注いでおり、多数の委嘱公演の演出、全国でさまざまなワークショップの講師、全国高等学校演劇大会・同地方大会などコンクールの審査員をつとめている。
財団法人演劇人会議評議員。

## 主な劇団外作品
- 1995年 - 『ロミオとジュリエット』水戸市芸術振興財団の委嘱で「水戸野外劇」を演出。
- 1996年 - 『十二夜』水戸市芸術振興財団の委嘱で「水戸野外劇」を演出。
- 1997年 - 彩の国・秋の舞台芸術祭作品『Fairy Tale』埼玉県芸術文化振興財団の委嘱で演出。
- 1998年 - 『ゼウスガーデン衰亡史』BeSeTo演劇祭日本委員会の委嘱で演出。
- 1999年 - リリック野外劇『夏の夜の夢』長岡市芸術文化振興財団の委嘱で演出。
- 2000年 - リリック野外劇『じゃじゃ馬ならし』長岡市芸術文化振興財団の委嘱で演出。
- 2001年 - チェーホフの夕べを企画・演出。作品は『創立記念日』『熊』。
- 2001年 - 『青い鳥』山梨県シアターカレッジ、財団法人地域創造の委嘱で演出。
- 2003年 - さぬきシェイクスピア『ロミオとジュリエット』シアター・プロジェクト香川実行委員会、香川県との共催で企画・演出。
- 2004年 - さぬきシェイクスピア『ハムレット』シアター・プロジェクト香川実行委員会、香川県との共催で企画・演出。
- 2005年 - さぬきシェイクスピア『夏の夜の夢』シアター・プロジェクト香川実行委員会、香川県との共催で企画・演出。
- 2006年 - さぬきシェイクスピア『じゃじゃ馬ならし』シアター・プロジェクト香川実行委員会、香川県との共催で企画・演出。
- 2001年 - 『平成・近松・反魂香』桐朋学園芸術短期大学の委嘱で演出。
- 2004年 - 『オイディプス@Tokyo』桐朋学園芸術短期大学の委嘱で演出。
- 2009年 - 『走れメロス』財団法人静岡県舞台芸術センターの委嘱で演出。
- 2010年 - 『MINE』文化学院、専門課程総合芸術学科演劇専攻、修了公演を演出。
- 2010年 - 『平成・大阪・合邦辻』創造人材育成ワークショップ大阪発表会を演出。
- 2011年 - 『ひかりごけ』文化学院専門課程総合芸術学科演劇専攻、卒業公演を演出。
- 2011年 - 『走れメロス』財団法人静岡県舞台芸術センターの委嘱で演出。
- 2012年 - 『ヘッダ・ガブラー』文化学院専門課程総合芸術学科演劇専攻、卒業公演を演出。
- 2012年 - 『女殺油地獄［A JAPANESE STORY］』ルーマニア国立ラドゥ・スタンカ劇場の委託で演出。ラドゥ･スタンカ劇場のレパートリー作品となる。
- 2013年 - 『戦場のピクニック』文化学院専門課程総合芸術学科演劇専攻、卒業公演を演出。
- 2014年 - 『走れメロス』財団法人静岡県舞台芸術センターの委嘱で演出。
- 2018年 - 『仮名手本忠臣蔵』公益財団法人大田区文化振興協会「下丸子×演劇プロジェクト2018」区民参加劇を演出。

## 審査員を務めたコンクールなど
- 全国高等学校演劇大会・同地方大会
- ガーディアンガーデン演劇フェスティバル
- 大阪府プラネット演劇祭
- 利賀演出家コンクール

## 主な講師業
- 文化学院専門課程総合芸術学科演劇コース専任講師
- 桜美林大学講師
- 新潟大学講師
- 学習院女子大学講師
- 桐朋学園芸術短期大学講師
- 桐朋学園大学音楽学部講師
- ENBUゼミナール講師
- 大阪市創造人材育成ワークショップ・大阪2009講師
- フランス国立高等演劇学校　コンセルヴァトワールマスタークラス　ワークショップ講師

## その他
- 「利賀・新緑フェスティバル`98年および`00年」フェスティバルディレクター
- 「演劇ぶっく」誌に「正しい演劇の作り方」を長期連載
- 「テアトロ」誌、「週刊朝日」誌、「Tarzan」誌、「カルチャー・ポケット」誌など連載実績多数
- 著書「ハッピーなからだ」（洋泉社刊）
- 著書「魅せる自分のつくりかた〈演劇的教養〉のすすめ」（講談社選書メチエ）